# Włoskie odznaczenia

## Republika Włoska (od 1946)
| Baretka                                                   | Nazwa |
| Wojskowa kolejność starszeństwa (aktualizowana w 2012)    | Wojskowa kolejność starszeństwa (aktualizowana w 2012)                                                                           |
| --------------------------------------------------------- | --- |
|                                                           | Order Wojskowy Włoch – Kawaler Krzyża Wielkiego (wer. od 1956)                                                                   |
|                                                           | Order Wojskowy Włoch – Wielki Oficer (wer. od 1956)                                                                              |
|                                                           | Order Wojskowy Włoch – Komandor (wer. od 1956)                                                                                   |
|                                                           | Order Wojskowy Włoch – Oficer (wer. od 1956)                                                                                     |
|                                                           | Order Wojskowy Włoch – Kawaler (wer. od 1956)                                                                                    |
|                                                           | Złoty Medal za Męstwo Wojskowe (wer. od 1946)                                                                                    |
|                                                           | Srebrny Medal za Męstwo Wojskowe (wer. od 1946)                                                                                  |
|                                                           | Brązowy Medal za Męstwo Wojskowe (wer. od 1946)                                                                                  |
|                                                           | Krzyż za Męstwo Wojskowe (wer. od 2010)                                                                                          |
| w przygot.                                                | Złoty Medal za Męstwo Armii Lądowej (wer. od 2010)                                                                               |
|                                                           | Złoty Medal za Męstwo Marynarskie (wer. od 2010)                                                                                 |
|                                                           | Złoty Medal za Męstwo Lotnicze (wer. od 2010)                                                                                    |
| w przygot.                                                | Złoty Medal za Męstwo Korpusu Karabinierów (wer. od 2010)                                                                        |
| w przygot.                                                | Krzyż Honorowy dla Ofiar Ataków Terrorystycznych lub Wrogich podczas Wojskowych i Cywilnych Operacji Zagranicznych (wer. wojsk.) |
|                                                           | Srebrny Medal za Męstwo Armii Lądowej                                                                                            |
|                                                           | Srebrny Medal za Męstwo Marynarskie                                                                                              |
|                                                           | Srebrny Medal za Męstwo Lotnicze                                                                                                 |
|                                                           | Srebrny Medal za Męstwo Korpusu Karabinierów                                                                                     |
|                                                           | Brązowy Medal za Męstwo Armii Lądowej                                                                                            |
|                                                           | Brązowy Medal za Męstwo Marynarskie                                                                                              |
|                                                           | Brązowy Medal za Męstwo Lotnicze                                                                                                 |
|                                                           | Brązowy Medal za Męstwo Korpusu Karabinierów                                                                                     |
|                                                           | Złoty Medal za Męstwo Obywatelskie                                                                                               |
|                                                           | Srebrny Medal za Męstwo Obywatelskie                                                                                             |
|                                                           | Brązowy Medal za Męstwo Obywatelskie                                                                                             |
|                                                           | Złoty Krzyż za Zasługi Armii Lądowej                                                                                             |
|                                                           | Srebrny Krzyż za Zasługi Armii Lądowej                                                                                           |
|                                                           | Brązowy Krzyż za Zasługi Armii Lądowej                                                                                           |
|                                                           | Złoty Medal za Zasługi Marynarskie                                                                                               |
|                                                           | Srebrny Medal za Zasługi Marynarskie                                                                                             |
|                                                           | Brązowy Medal za Zasługi Marynarskie                                                                                             |
|                                                           | Złoty Medal za Zasługi Lotnicze                                                                                                  |
|                                                           | Srebrny Medal za Zasługi Lotnicze                                                                                                |
|                                                           | Brązowy Medal za Zasługi Lotnicze                                                                                                |
|                                                           | Złoty Krzyż za Zasługi Korpusu Karabinierów                                                                                      |
|                                                           | Srebrny Krzyż za Zasługi Korpusu Karabinierów                                                                                    |
|                                                           | Brązowy Krzyż za Zasługi Korpusu Karabinierów                                                                                    |
|                                                           | Złoty Medal za Zasługi Cywilne                                                                                                   |
|                                                           | Srebrny Medal za Zasługi Cywilne                                                                                                 |
|                                                           | Brązowy Medal za Zasługi Cywilne                                                                                                 |
|                                                           | Krzyż Zasługi Wojennej – dwukrotnie                                                                                              |
|                                                           | Krzyż Zasługi Wojennej |
|                                                           | Medal Pamiątkowy Ochotników Kampanii w Hiszpanii (1936–1939)                                                                     |
|                                                           | Medal Pamiątkowy Ochotników Wojny 1940–1945                                                                                      |
|                                                           | Odznaka Honorowa Patriotów „Ochotnicy Wolności”                                                                                  |
|                                                           | Medal Pamiątkowy Operacji Wojskowych we Włoskiej Afryce Wschodniej (1936–1940)                                                   |
|                                                           | Medal Pamiątkowy Kampanii Afrykańskiej (1882–1935)                                                                               |
|                                                           | Medal Pamiątkowy Operacji Wojskowych w Afryce Wschodniej (1935–1936)                                                             |
|                                                           | Medal Pamiątkowy Wojny w Hiszpanii (1936–1939)                                                                                   |
|                                                           | Medal Pamiątkowy za Wojnę 1940–1943 (za 4 lata)                                                                                  |
|                                                           | Medal Pamiątkowy za Wojnę 1940–1943 (za 3 lata)                                                                                  |
|                                                           | Medal Pamiątkowy za Wojnę 1940–1943 (za 2 lata)                                                                                  |
|                                                           | Medal Pamiątkowy za Wojnę 1940–1943 (za 1 rok)                                                                                   |
|                                                           | Medal Pamiątkowy za Wojnę 1940–1943 (za mniej niż 1 rok)                                                                         |
|                                                           | Medal Pamiątkowy za Wojnę 1943–1945 (za 4 lata)                                                                                  |
|                                                           | Medal Pamiątkowy za Wojnę 1943–1945 (za 3 lata)                                                                                  |
|                                                           | Medal Pamiątkowy za Wojnę 1943–1945 (za 2 lata)                                                                                  |
|                                                           | Medal Pamiątkowy za Wojnę 1943–1945 (za 1 rok)                                                                                   |
|                                                           | Medal Pamiątkowy za Wojnę 1943–1945 (za mniej niż 1 rok)                                                                         |
|                                                           | Medal Pamiątkowy Ekspedycji do Albanii (1939)                                                                                    |
| w przygot.                                                | Medal Honorowy dla Obywateli Włoch Deportowanych i Internowanych w Nazistowskich Obozach Koncentracyjnych 1943–1945              |
|                                                           | Order Zasługi Republiki Włoskiej – Kawaler Krzyża Wielkiego Udekorowany Wielką Wstęgą (wer. od 2001)                             |
|                                                           | Order Zasługi Republiki Włoskiej – Kawaler Krzyża Wielkiego (wer. od 2001)                                                       |
|                                                           | Order Zasługi Republiki Włoskiej – Wielki Oficer (wer. od 2001)                                                                  |
|                                                           | Order Zasługi Republiki Włoskiej – Komandor (wer. od 2001)                                                                       |
|                                                           | Order Zasługi Republiki Włoskiej – Oficer (wer. od 2001)                                                                         |
|                                                           | Order Zasługi Republiki Włoskiej – Kawaler (wer. od 2001)                                                                        |
|                                                           | Order Świętych Maurycego i Łazarza – Kawaler Krzyża Wielkiego (wer. od 1946)                                                     |
|                                                           | Order Świętych Maurycego i Łazarza – Wielki Oficer (wer. od 1946)                                                                |
|                                                           | Order Świętych Maurycego i Łazarza – Komandor (wer. od 1946)                                                                     |
|                                                           | Order Świętych Maurycego i Łazarza – Oficer (wer. od 1946)                                                                       |
|                                                           | Order Świętych Maurycego i Łazarza – Kawaler (wer. od 1946)                                                                      |
|                                                           | Order Korony Włoch – Kawaler Krzyża Wielkiego (wer. od 1946)                                                                     |
|                                                           | Order Korony Włoch – Wielki Oficer (wer. od 1946)                                                                                |
|                                                           | Order Korony Włoch – Komandor (wer. od 1946)                                                                                     |
|                                                           | Order Korony Włoch – Oficer (wer. od 1946)                                                                                       |
|                                                           | Order Korony Włoch – Kawaler (wer. od 1946)                                                                                      |
|                                                           | Medal Maurycego za Długoletnią Karierę Wojskową                                                                                  |
| w przygot.                                                | Krzyż Wielki Zasługi Włoskiego Czerwonego Krzyża (wer. wojenna)                                                                  |
|                                                           | Krzyż Wielki Zasługi Włoskiego Czerwonego Krzyża (wer. pokojowa)                                                                 |
|                                                           | Złoty Medal Zasługi Włoskiego Czerwonego Krzyża (wer. wojenna)                                                                   |
|                                                           | Złoty Medal Zasługi Włoskiego Czerwonego Krzyża (wer. pokojowa)                                                                  |
| w przygot.                                                | Srebrny Medal Zasługi Włoskiego Czerwonego Krzyża (wer. wojenna)                                                                 |
|                                                           | Srebrny Medal Zasługi Włoskiego Czerwonego Krzyża (wer. pokojowa)                                                                |
| w przygot.                                                | Brązowy Medal Zasługi Włoskiego Czerwonego Krzyża (wer. wojenna)                                                                 |
|                                                           | Brązowy Medal Zasługi Włoskiego Czerwonego Krzyża (wer. pokojowa)                                                                |
|                                                           | Złoty Medal za Zasługi w Długoletnim Dowodzeniu                                                                                  |
|                                                           | Srebrny Medal za Zasługi w Długoletnim Dowodzeniu                                                                                |
|                                                           | Brązowy Medal za Zasługi w Długoletnim Dowodzeniu                                                                                |
|                                                           | Złoty Medal Honorowy za Długoletnią Żeglugę Morską                                                                               |
|                                                           | Srebrny Medal Honorowy za Długoletnią Żeglugę Morską                                                                             |
|                                                           | Brązowy Medal Honorowy za Długoletnią Żeglugę Morską                                                                             |
|                                                           | Złoty Medal Wojskowy za Długoletnią Żeglugę Powietrzną                                                                           |
|                                                           | Srebrny Medal Wojskowy za Długoletnią Żeglugę Powietrzną                                                                         |
|                                                           | Brązowy Medal Wojskowy za Długoletnią Żeglugę Powietrzną                                                                         |
| w przygot.                                                | Medal Zasługi Wojskowej za Długoletnie Dowodzenie w Straży Celnej (za 20 lat)                                                    |
| w przygot.                                                | Medal Zasługi Wojskowej za Długoletnie Dowodzenie w Straży Celnej (za 15 lat)                                                    |
| w przygot.                                                | Medal Zasługi Wojskowej za Długoletnie Dowodzenie w Straży Celnej (za 10 lat)                                                    |
|                                                           | Złoty Krzyż z Gwiazdą za Długoletnią Służbę Wojskową (dla oficerów i podoficerów za 40 lat)                                      |
|                                                           | Złoty Krzyż za Długoletnią Służbę Wojskową (dla oficerów i podoficerów za 25 lat)                                                |
|                                                           | Srebrny Krzyż za Długoletnią Służbę Wojskową (dla szeregowych żołnierzy za 25 lat)                                               |
|                                                           | Brązowy Krzyż za Długoletnią Służbę Wojskową (dla oficerów i podoficerów za 16 lat)                                              |
|                                                           | Złoty Medal za Długoletnią Służbę Straży Celnej                                                                                  |
|                                                           | Srebrny Medal za Długoletnią Służbę Straży Celnej                                                                                |
| w przygot.                                                | Krzyż za Długoletnią Służbę dla Oficerów Włoskiego Czerwonego Krzyża (za 25 lat)                                                 |
|                                                           | Brązowy Medal za Długoletnią Służbę Straży Celnej                                                                                |
| w przygot.                                                | Krzyż za Długoletnią Służbę dla Podoficerów i Szeregowych Włoskiego Czerwonego Krzyża (za 25 lat)                                |
| w przygot.                                                | Medal Zasługi w Długoletnim Spadochroniarstwie Wojskowym (za 25 lat)                                                             |
| w przygot.                                                | Medal Zasługi w Długoletnim Spadochroniarstwie Wojskowym (za 15 lat)                                                             |
| w przygot.                                                | Medal Zasługi w Długoletnim Spadochroniarstwie Wojskowym (za 10 lat)                                                             |
| w przygot.                                                | Medal dla Zasłużonych Pionierów Aeronautyki                                                                                      |
| w przygot.                                                | Złoty Medal za Zasługi dla Finansów Publicznych                                                                                  |
| w przygot.                                                | Srebrny Medal za Zasługi dla Finansów Publicznych                                                                                |
| w przygot.                                                | Brązowy Medal za Zasługi dla Finansów Publicznych                                                                                |
|                                                           | Krzyż Pamiątkowy Operacji Wojskowej w Zatoce Perskiej z mieczami (1991)                                                          |
| w przygot.                                                | Krzyż Pamiątkowy Operacji Wojskowej w Zatoce Perskiej (1991)                                                                     |
| w przygot.                                                | Krzyż Pamiątkowy za Uczestnictwo w Operacji w Somalii (1993)                                                                     |
|                                                           | Krzyż Pamiątkowy Uczestników Operacji Pokojowych ONZ (1984 – za więcej niż 3 misje)                                              |
|                                                           | Krzyż Pamiątkowy Uczestników Operacji Pokojowych ONZ (1984 – za 3 misje)                                                         |
|                                                           | Krzyż Pamiątkowy Uczestników Operacji Pokojowych ONZ (1984 – za 2 misje)                                                         |
|                                                           | Krzyż Pamiątkowy Uczestników Operacji Pokojowych ONZ (1984 – za 1 misję)                                                         |
|                                                           | Medal Pamiątkowy Marynarki Wojennej dla Uczestników Operacji w Zatoce Perskiej 1988                                              |
|                                                           | Krzyż Pamiątkowy za Operację Utrzymania Bezpieczeństwa Międzynarodowego w Afganistanie (2007)                                    |
|                                                           | Krzyż Pamiątkowy Uczestników Operacji Pokojowych Zagranicznych (1986 – za więcej niż 3 misje)                                    |
|                                                           | Krzyż Pamiątkowy Uczestników Operacji Pokojowych Zagranicznych (1986 – za 3 misje)                                               |
|                                                           | Krzyż Pamiątkowy Uczestników Operacji Pokojowych Zagranicznych (1986 – za 2 misje)                                               |
|                                                           | Krzyż Pamiątkowy Uczestników Operacji Pokojowych Zagranicznych (1986 – za 1 misję)                                               |
|                                                           | Krzyż Pamiątkowy Operacji Pomocy Humanitarnej dla Ludności Zagranicznej (1996)                                                   |
|                                                           | Złoty Medal dla Zasłużonych za Działalność Ratowaniczą, Pomoc i Solidarność w Obronie Cywilnej                                   |
|                                                           | Srebrny Medal dla Zasłużonych za Działalność Ratowaniczą, Pomoc i Solidarność w Obronie Cywilnej                                 |
|                                                           | Brązowy Medal dla Zasłużonych za Działalność Ratowaniczą, Pomoc i Solidarność w Obronie Cywilnej                                 |
| w przygot.                                                | Krzyż Pamiątkowy za Uczestnictwo w Zabezpieczaniu i Utrzymywaniu Porządku Publicznego                                            |
| w przygot.                                                | Medal Pamiątkowy za Operację Pomocy Ofiarom Trzęsienia Ziemi 1976 (Friuli)                                                       |
|                                                           | Medal Pamiątkowy za Operację Pomocy Ofiarom Trzęsienia Ziemi 1980 (Campania-Basilicata)                                          |
|                                                           | Medal Pamiątkowy za Uczestnictwo w Operacji Pomocy Populacji Dotkniętej Klęskami Żywiołowymi                                     |
|                                                           | Medal Pamiątkowy Wyprawy Badawczej na Antarktydę                                                                                 |
| w przygot.                                                | Medal dla Zasłużonego Personelu Interwencji podczas Nagłego Wybuchu Etny 1991-1992                                               |
|                                                           | Medal dla Zasłużonych podczas Interwencji w Umbrii/Marche                                                                        |
|                                                           | Order Maltański (wg rangi i klasy)                                                                                               |
|                                                           | Order Zasługi Maltańskiej (wg rangi i klasy)                                                                                     |
|                                                           | Order Świętego Sylwestra (wg rangi i klasy)                                                                                      |
|                                                           | Order Grobu Świętego (wg rangi i klasy)                                                                                          |
| Prezydenckie ordery i odznaczenia (niewymienione powyżej) | |
|                                                           | Order Zasługi Republiki Włoskiej – Kawaler Krzyża Wielkiego Udekorowany Wielką Wstęgą (1951–2001)                                |
|                                                           | Order Zasługi Republiki Włoskiej – Kawaler Krzyża Wielkiego (1951–2001)                                                          |
|                                                           | Order Zasługi Republiki Włoskiej – Wielki Oficer (1951–2001)                                                                     |
|                                                           | Order Zasługi Republiki Włoskiej – Komandor (1951–2001)                                                                          |
|                                                           | Order Zasługi Republiki Włoskiej – Oficer (1951–2001)                                                                            |
|                                                           | Order Zasługi Republiki Włoskiej – Kawaler (1951–2001)                                                                           |
|                                                           | Order Zasługi za Pracę |
|                                                           | Order Gwiazdy Włoch – Krzyż Wielki Honorowy (wer. od 2011)                                                                       |
|                                                           | Order Gwiazdy Włoch – Kawaler Krzyża Wielkiego (wer. od 2011)                                                                    |
|                                                           | Order Gwiazdy Włoch – Wielki Oficer (wer. od 2011)                                                                               |
|                                                           | Order Gwiazdy Włoch – Komandor (wer. od 2011)                                                                                    |
|                                                           | Order Gwiazdy Włoch – Oficer (wer. od 2011)                                                                                      |
|                                                           | Order Gwiazdy Włoch – Kawaler (wer. od 2011)                                                                                     |
|                                                           | Order Gwiazdy Solidarności Włoskiej – Wielki Oficer (2001–2011)                                                                  |
|                                                           | Order Gwiazdy Solidarności Włoskiej – Komandor (2001–2011)                                                                       |
|                                                           | Order Gwiazdy Solidarności Włoskiej – Kawaler (2001–2011)                                                                        |
|                                                           | Order Gwiazdy Solidarności Włoskiej – Wielki Oficer (1947–2001)                                                                  |
|                                                           | Order Gwiazdy Solidarności Włoskiej – Komandor (1947–2001)                                                                       |
|                                                           | Order Gwiazdy Solidarności Włoskiej – Kawaler (1947–2001)                                                                        |
|                                                           | Order Vittorio Veneto |
|                                                           | Krzyż Wojenny za Męstwo Wojskowe (wer. 1943–2010)                                                                                |
|                                                           | Złoty Medal dla Zasłużonych dla Zdrowia Publicznego                                                                              |
|                                                           | Srebrny Medal dla Zasłużonych dla Zdrowia Publicznego                                                                            |
|                                                           | Brązowy Medal dla Zasłużonych dla Zdrowia Publicznego                                                                            |
| w przygot.                                                | Złoty Medal za Zasługi dla Higieny Publicznej                                                                                    |
| w przygot.                                                | Srebrny Medal za Zasługi dla Higieny Publicznej                                                                                  |
|                                                           | Brązowy Medal za Zasługi dla Higieny Publicznej                                                                                  |
|                                                           | Złoty Medal dla Zasłużonych dla Szkolnictwa, Kultury i Sztuki                                                                    |
|                                                           | Srebrny Medal dla Zasłużonych dla Szkolnictwa, Kultury i Sztuki                                                                  |
|                                                           | Brązowy Medal dla Zasłużonych dla Szkolnictwa, Kultury i Sztuki                                                                  |
|                                                           | Złoty Medal dla Zasłużonych dla Kultury i Sztuki                                                                                 |
|                                                           | Srebrny Medal dla Zasłużonych dla Kultury i Sztuki                                                                               |
|                                                           | Brązowy Medal dla Zasłużonych dla Kultury i Sztuki                                                                               |
|                                                           | Złoty Medal dla Zasłużonych dla Nauki i Kultury                                                                                  |
|                                                           | Srebrny Medal dla Zasłużonych dla Nauki i Kultury                                                                                |
|                                                           | Brązowy Medal dla Zasłużonych dla Nauki i Kultury                                                                                |
| w przygot.                                                | Krzyż Honorowy dla Ofiar Aktów Terrorystycznych lub Wrogich podczas Wojskowych i Cywilnych Operacji Zagranicznych (wer. cywilna) |
|                                                           | Medal Ofiar Terroryzmu |
|                                                           | Złoty Medal za Męstwo Armii Lądowej (wer. do 2010)                                                                               |
|                                                           | Złoty Medal za Męstwo Marynarskie (wer. do 2010)                                                                                 |
|                                                           | Złoty Medal za Męstwo Lotnicze (wer. do 2010)                                                                                    |
|                                                           | Złoty Medal za Męstwo Korpusu Karabinierów (wer. do 2010)                                                                        |
|                                                           | Złoty Medal za Męstwo Straży Celnej                                                                                              |
|                                                           | Srebrny Medal za Męstwo Straży Celnej                                                                                            |
|                                                           | Brązowy Medal za Męstwo Straży Celnej                                                                                            |
|                                                           | Złoty Krzyż za Zasługi Straży Celnej                                                                                             |
|                                                           | Srebrny Krzyż za Zasługi Straży Celnej                                                                                           |
|                                                           | Brązowy Krzyż za Zasługi Straży Celnej                                                                                           |
|                                                           | Gwiazda Zasługi za Pracę |
|                                                           | Złoty Medal Zasłużonego w Chwalebnej Pracy w Szkole Podstawowej                                                                  |
|                                                           | Srebrny Medal Zasłużonego w Chwalebnej Pracy w Szkole Podstawowej                                                                |
|                                                           | Brązowy Medal Zasłużonego w Chwalebnej Pracy w Szkole Podstawowej                                                                |
|                                                           | Złoty Medal Nauczania Podstawowego i Przedszkolnego                                                                              |
|                                                           | Srebrny Medal Nauczania Podstawowego i Przedszkolnego                                                                            |
|                                                           | Brązowy Medal Nauczania Podstawowego i Przedszkolnego                                                                            |
|                                                           | Medal Zjednoczenia Narodowego dla Zasłużonych Miast                                                                              |
| Pozostałe odznaczenia                                     | |
|                                                           | Medal Pamiątkowy Operacji Antypirackich (2017 – za więcej niż 3 misje)                                                           |
|                                                           | Medal Pamiątkowy Operacji Antypirackich (2017 – za 3 misje)                                                                      |
|                                                           | Medal Pamiątkowy Operacji Antypirackich (2017 – za 2 misje)                                                                      |
|                                                           | Medal Pamiątkowy Operacji Antypirackich (2017 – za 1 misję)                                                                      |
|                                                           | Krzyż Pamiątkowy (2017 – za więcej niż 3 misje)                                                                                  |
|                                                           | Krzyż Pamiątkowy (2017 – za 3 misje)                                                                                             |
|                                                           | Krzyż Pamiątkowy (2017 – za 2 misje)                                                                                             |
|                                                           | Krzyż Pamiątkowy (2017 – za 1 misję)                                                                                             |
|                                                           | Złoty Medal za Długoletnią Żeglugę Powietrzną Państwowego Korpusu Leśnego                                                        |
|                                                           | Srebrny Medal za Długoletnią Żeglugę Powietrzną Państwowego Korpusu Leśnego                                                      |
|                                                           | Brązowy Medal za Długoletnią Żeglugę Powietrzną Państwowego Korpusu Leśnego                                                      |
|                                                           | Złoty Medal za Długoletnią Służbę Lotniczą Korpusu Karabinierów                                                                  |
|                                                           | Srebrny Medal za Długoletnią Służbę Lotniczą Korpusu Karabinierów                                                                |
|                                                           | Brązowy Medal za Długoletnią Służbę Lotniczą Korpusu Karabinierów                                                                |
|                                                           | Złoty Medal za Długoletnią Służbę Konną Korpusu Karabinierów                                                                     |
|                                                           | Srebrny Medal za Długoletnią Służbę Konną Korpusu Karabinierów                                                                   |
|                                                           | Brązowy Medal za Długoletnią Służbę Konną Korpusu Karabinierów                                                                   |
|                                                           | Krzyż za Długoletnią Służbę w Policji Państwowej (za 35 lat)                                                                     |
|                                                           | Krzyż za Długoletnią Służbę w Policji Państwowej (za 30 lat)                                                                     |
|                                                           | Krzyż za Długoletnią Służbę w Policji Państwowej (za 20 lat)                                                                     |
|                                                           | Krzyż za Zasługi w Długoletniej Żegludze Powietrznej w Policji Państwowej (za 20 lat)                                            |
|                                                           | Krzyż za Zasługi w Długoletniej Żegludze Powietrznej w Policji Państwowej (za 15 lat)                                            |
|                                                           | Krzyż za Zasługi w Długoletniej Żegludze Powietrznej w Policji Państwowej (za 10 lat)                                            |
|                                                           | Medal za Długoletnią Pracę w Służbie Porządku Publicznego Policji Państwowej (więcej niż 3 nagrody)                              |
|                                                           | Medal za Długoletnią Pracę w Służbie Porządku Publicznego Policji Państwowej (3 nagrody)                                         |
|                                                           | Medal za Długoletnią Pracę w Służbie Porządku Publicznego Policji Państwowej (2 nagrody)                                         |
|                                                           | Medal za Długoletnią Pracę w Służbie Porządku Publicznego Policji Państwowej (1 nagroda)                                         |
|                                                           | Medal dla Zasłużonych dla Włoskiego Czerwonego Krzyża                                                                            |
|                                                           | Złoty Medal za Męstwo Sportowe (wer. od 2014)                                                                                    |
|                                                           | Srebrny Medal za Męstwo Sportowe (wer. od 2014)                                                                                  |
|                                                           | Brązowy Medal za Męstwo Sportowe (wer. od 2014)                                                                                  |
|                                                           | Złoty Medal za Męstwo Sportowe (1964–2004)                                                                                       |
|                                                           | Srebrny Medal za Męstwo Sportowe (1964–2004)                                                                                     |
|                                                           | Brązowy Medal za Męstwo Sportowe (1964–2004)                                                                                     |
|                                                           | Złota Gwiazda Zasługi Sportowej (wer. od 2014)                                                                                   |
|                                                           | Srebrna Gwiazda Zasługi Sportowej (wer. od 2014)                                                                                 |
|                                                           | Brązowa Gwiazda Zasługi Sportowej (wer. od 2014)                                                                                 |
|                                                           | Złota Gwiazda Zasługi Sportowej (1964–2014)                                                                                      |
|                                                           | Srebrna Gwiazda Zasługi Sportowej (1964–2014)                                                                                    |
|                                                           | Brązowa Gwiazda Zasługi Sportowej (1964–2014)                                                                                    |
|                                                           | Medal za Strzelectwo Sportowe (1930–2010)                                                                                        |

Cywilna kolejność starszeństwa (ust. w 2001, aktual. w 2016)
- Kawaler Krzyża Wielkiego Orderu Zasługi Republiki Włoskiej Udekorowany Wielką Wstęgą
- Kawaler Krzyża Wielkiego Honorowego Orderu Gwiazdy Włoch

I kategoria
- Złoty Medal za Męstwo Wojskowe
- Złoty Medal za Męstwo Obywatelskie
- Kawaler Krzyża Wielkiego Orderu Zasługi Republiki Włoskiej
- Kawaler Krzyża Wielkiego Orderu Gwiazdy Włoch
- Złoty Medal Zasługi Cywilnej
- Kawaler Orderu Zasługi za Pracę

II kategoria
- Złoty Medal za Męstwo Marynarskie
- Srebrny Medal za Męstwo Wojskowe
- Srebrny Medal za Męstwo Obywatelskie
- Wielki Oficer Orderu Zasługi Republiki Włoskiej
- Wielki Oficer Orderu Gwiazdy Włoch
- Srebrny Medal Zasługi Cywilnej

III kategoria
- Srebrny Medal za Męstwo Marynarskie
- Brązowy Medal za Męstwo Wojskowe
- Brązowy Medal za Męstwo Obywatelskie
- Komandor Orderu Zasługi Republiki Włoskiej
- Komandor Orderu Gwiazdy Włoch
- Medal dla Zasłużonych dla Zdrowia Publicznego I stopnia
- Medal za Zasługi dla Higieny Publicznej I stopnia
- Medal dla Zasłużonych dla Kultury i Sztuki I stopnia
- Medal dla Zasłużonych dla Szkolnictwa, Kultury i Sztuki I stopnia
- Medal dla Zasłużonych dla Nauki i Kultury I stopnia
- Medal za Zasługi dla Finansów Publicznych I stopnia
- Medal Nauczania Podstawowego i Przedszkolnego I stopnia
- Złoty Krzyż Zasługi Armii
- Złoty Medal Zasługi Marynarki
- Brązowy Medal Zasługi Cywilnej
- Brązowy Medal za Męstwo Marynarskie

IV kategoria
- Krzyż za Męstwo Wojskowe
- Oficer Orderu Zasługi Republiki Włoskiej
- Oficer Orderu Gwiazdy Włoch
- Gwiazda Zasługi za Pracę
- Kawaler Orderu Zasługi Republiki Włoskiej
- Kawaler Orderu Gwiazdy Włoch
- Medal dla Zasłużonych dla Zdrowia Publicznego II stopnia
- Medal za Zasługi dla Higieny Publicznej II stopnia
- Medal dla Zasłużonych dla Kultury i Sztuki II stopnia
- Medal dla Zasłużonych dla Szkolnictwa, Kultury i Sztuki II stopnia
- Medal dla Zasłużonych dla Nauki i Kultury II stopnia
- Medal za Zasługi dla Finansów Publicznych II stopnia
- Medal Nauczania Podstawowego i Przedszkolnego II stopnia
- Srebrny Krzyż Zasługi Armii
- Srebrny Medal Zasługi Marynarki
- Medal Zasłużonego w Chwalebnej Pracy w Szkole Podstawowej I stopnia
- Medal Honorowy za 20-letnią Żeglugę

V kategoria
- Medal za Zasługi dla Zdrowia Publicznego III stopnia
- Medal za Zasługi dla Higieny Publicznej III stopnia
- Medal dla Zasłużonych dla Kultury i Sztuki III stopnia
- Medal dla Zasłużonych dla Szkolnictwa, Kultury i Sztuki III stopnia
- Medal dla Zasłużonych dla Nauki i Kultury III stopnia
- Medal za Zasługi dla Finansów Publicznych III stopnia
- Medal Nauczania Podstawowego i Przedszkolnego III stopnia
- Medal Zasłużonego w Chwalebnej Pracy w Szkole Podstawowej II stopnia
- Brązowy Krzyż Zasługi Armii
- Brązowy Medal Zasługi Marynarki
- Medal Honorowy za 15-letnią Żeglugę
- Medal Zasłużonego w Chwalebnej Pracy w Szkole Podstawowej III stopnia
- Medal Honorowy za 10-letnią Żeglugę

## Królestwo Włoch(w latach 1861–1946)
| Baretka                                                 | Nazwa                                                                                                   |
| Ordery i odznaczenia dynastyczne, zniesione lub wygasłe | Ordery i odznaczenia dynastyczne, zniesione lub wygasłe                                                 |
| ------------------------------------------------------- | --- |
|                                                         | Order Najwyższy Świętego Zwiastowania (Order Annuncjaty)                                                |
|                                                         | Order Świętych Maurycego i Łazarza – Kawaler Krzyża Wielkiego (wer. do 1946)                            |
|                                                         | Order Świętych Maurycego i Łazarza – Wielki Oficer (wer. do 1946)                                       |
|                                                         | Order Świętych Maurycego i Łazarza – Komandor (wer. do 1946)                                            |
|                                                         | Order Świętych Maurycego i Łazarza – Oficer (wer. do 1946)                                              |
|                                                         | Order Świętych Maurycego i Łazarza – Kawaler (wer. do 1946)                                             |
|                                                         | Order Sabaudzki Wojskowy – Kawaler Krzyża Wielkiego (1855–1946)                                         |
|                                                         | Order Sabaudzki Wojskowy – Wielki Oficer (1855–1946)                                                    |
|                                                         | Order Sabaudzki Wojskowy – Komandor (1855–1946)                                                         |
|                                                         | Order Sabaudzki Wojskowy – Oficer (1855–1946)                                                           |
|                                                         | Order Sabaudzki Wojskowy – Kawaler (1855–1946)                                                          |
|                                                         | Order Sabaudzki Cywilny                                                                                 |
|                                                         | Order Sabaudzki Zasługi Cywilnej – Kawaler Krzyża Wielkiego (wer. od 1988)                              |
|                                                         | Order Sabaudzki Zasługi Cywilnej – Wielki Oficer (wer. od 1988)                                         |
|                                                         | Order Sabaudzki Zasługi Cywilnej – Komandor (wer. od 1988)                                              |
|                                                         | Order Sabaudzki Zasługi Cywilnej – Oficer (wer. od 1988)                                                |
|                                                         | Order Sabaudzki Zasługi Cywilnej – Kawaler (wer. od 1988)                                               |
|                                                         | Order Sabaudzki Zasługi Cywilnej – Krzyż Złoty (wer. od 1988)                                           |
|                                                         | Order Sabaudzki Zasługi Cywilnej – Krzyż Srebrny (wer. od 1988)                                         |
|                                                         | Order Korony Włoch – Kawaler Krzyża Wielkiego (1869–1946)                                               |
|                                                         | Order Korony Włoch – Wielki Oficer (1869–1946)                                                          |
|                                                         | Order Korony Włoch – Komandor (1869–1946)                                                               |
|                                                         | Order Korony Włoch – Oficer (1869–1946)                                                                 |
|                                                         | Order Korony Włoch – Kawaler (1869–1946)                                                                |
|                                                         | Order Kolonialny Gwiazdy Włoch – Kawaler Krzyża Wielkiego (1914–1946)                                   |
|                                                         | Order Kolonialny Gwiazdy Włoch – Wielki Oficer (1914–1946)                                              |
|                                                         | Order Kolonialny Gwiazdy Włoch – Komandor (1914–1946)                                                   |
|                                                         | Order Kolonialny Gwiazdy Włoch – Oficer (1914–1946)                                                     |
|                                                         | Order Kolonialny Gwiazdy Włoch – Kawaler (1914–1946)                                                    |
|                                                         | Order Orła Rzymskiego – Kawaler Krzyża Wielkiego Złotego (1942–1944)                                    |
|                                                         | Order Orła Rzymskiego – Kawaler Krzyża Wielkiego Srebrnego (1942–1944)                                  |
|                                                         | Order Orła Rzymskiego – Wielki Oficer (1942–1944)                                                       |
|                                                         | Order Orła Rzymskiego – Komandor (1942–1944)                                                            |
|                                                         | Order Orła Rzymskiego – Oficer (1942–1944)                                                              |
|                                                         | Order Orła Rzymskiego – Kawaler (1942–1944)                                                             |
|                                                         | Order Orła Rzymskiego – Medal Srebrny (1942–1944)                                                       |
|                                                         | Order Orła Rzymskiego – Medal Brązowy (1942–1944)                                                       |
|                                                         | Order Orła Rzymskiego – Kawaler Krzyża Wielkiego (kwiecień-sierpień 1942)                               |
|                                                         | Order Orła Rzymskiego – Wielki Oficer (kwiecień-sierpień 1942)                                          |
|                                                         | Order Orła Rzymskiego – Komandor (kwiecień-sierpień 1942)                                               |
|                                                         | Order Orła Rzymskiego – Oficer (kwiecień-sierpień 1942)                                                 |
|                                                         | Order Orła Rzymskiego – Kawaler (kwiecień-sierpień 1942)                                                |
|                                                         | Order Orła Rzymskiego – Kawaler Krzyża Wielkiego (marzec-kwiecień 1942)                                 |
|                                                         | Order Orła Rzymskiego – Wielki Oficer (marzec-kwiecień 1942)                                            |
|                                                         | Order Orła Rzymskiego – Komandor (marzec-kwiecień 1942)                                                 |
|                                                         | Order Orła Rzymskiego – Oficer (marzec-kwiecień 1942)                                                   |
|                                                         | Order Orła Rzymskiego – Kawaler (marzec-kwiecień 1942)                                                  |
|                                                         | Order Świętych Patronów Włoch (luty-kwiecień 1945)                                                      |
|                                                         | Złoty Medal za Męstwo Wojskowe (1833–1946)                                                              |
|                                                         | Srebrny Medal za Męstwo Wojskowe (1833–1946)                                                            |
|                                                         | Brązowy Medal za Męstwo Wojskowe (1833–1946)                                                            |
|                                                         | Krzyż Wojenny za Męstwo Wojskowe (1922–1943)                                                            |
|                                                         | Krzyż Zasługi Wojennej – dziesięciokrotnie (1918–1946)                                                  |
|                                                         | Krzyż Zasługi Wojennej – dziewięciokrotnie (1918–1946)                                                  |
|                                                         | Krzyż Zasługi Wojennej – ośmiokrotnie (1918–1946)                                                       |
|                                                         | Krzyż Zasługi Wojennej – siedmiokrotnie (1918–1946)                                                     |
|                                                         | Krzyż Zasługi Wojennej – sześciokrotnie (1918–1946)                                                     |
|                                                         | Krzyż Zasługi Wojennej – pięciokrotnie (1918–1946)                                                      |
|                                                         | Krzyż Zasługi Wojennej – czterokrotnie (1918–1946)                                                      |
|                                                         | Krzyż Zasługi Wojennej – trzykrotnie (1918–1946)                                                        |
|                                                         | Krzyż Zasługi Wojennej – dwukrotnie (1918–1946)                                                         |
|                                                         | Krzyż Zasługi Wojennej (1918–1946)                                                                      |
|                                                         | Złoty Medal za Męstwo Lotnicze (1928–1932)                                                              |
|                                                         | Srebrny Medal za Męstwo Lotnicze (1928–1932)                                                            |
|                                                         | Brązowy Medal za Męstwo Lotnicze (1928–1932)                                                            |
|                                                         | Złoty Medal za Długoletnią Służbę Wojskową (1900–1953)                                                  |
|                                                         | Srebrny Medal za Długoletnią Służbę Wojskową (1900–1953)                                                |
|                                                         | Brązowy Medal za Długoletnią Służbę Wojskową (1900–1953)                                                |
|                                                         | Medal Zasłużonych dla Ochotników Wojny Włosko-Austriackiej 1915–1918 (dla irredenty)                    |
|                                                         | Medal Zasłużonych dla Ochotników Wojny Włosko-Austriackiej 1915–1918                                    |
|                                                         | Medal Cywilny Pamiątkowy Obrony Vicenzy (1848)                                                          |
|                                                         | Medal Cywilny Pamiątkowy 18 Dni Brescii (1848)                                                          |
|                                                         | Medal Cywilny Pamiątkowy Obrony Cadore (1848)                                                           |
|                                                         | Medal Cywilny Pamiątkowy Obrony Wenecji (1848)                                                          |
|                                                         | Medal Cywilny Pamiątkowy Pięciu Dni Mediolanu (1848)                                                    |
|                                                         | Medal Tysiąca Lądujących w Marsali z Generałem Garibaldim                                               |
|                                                         | Medal Pamiątkowy Kampanii Krymskiej (1856)                                                              |
|                                                         | Medal Pamiątkowy Wyzwolenia Sycylii (1860)                                                              |
|                                                         | Medal Pamiątkowy Wojny o Niepodległość i Zjednoczenie Włoch (1865)                                      |
|                                                         | Medal Pamiątkowy Kampanii Afrykańskiej (1867)                                                           |
|                                                         | Medal Pamiątkowy Wyzwolenia Rzymu (1870)                                                                |
|                                                         | Medal Pamiątkowy Kampanii 1870 (nieofic.)                                                               |
|                                                         | Medal Pamiątkowy Zjednoczenia Włoch (1883)                                                              |
|                                                         | Medal Pamiątkowy Kampanii Dalekiego Wschodu (Chiny)                                                     |
|                                                         | Medal Pamiątkowy Trzęsienia Ziemi w Kalabrii i Sycylii (1908)                                           |
|                                                         | Medal Pamiątkowy Wojny Włosko-Tureckiej (1911–1912)                                                     |
|                                                         | Medal Pamiątkowy Wojny w Libii (1912–1931)                                                              |
| w przygot.                                              | Medal Pamiątkowy Trzęsienia Ziemi w Marsyce (1915)                                                      |
|                                                         | Medal Pamiątkowy Wojny Narodowej 1915–1918 (za 4 lata)                                                  |
|                                                         | Medal Pamiątkowy Wojny Narodowej 1915–1918 (za 3 lata)                                                  |
|                                                         | Medal Pamiątkowy Wojny Narodowej 1915–1918 (za 2 lata)                                                  |
|                                                         | Medal Pamiątkowy Wojny Narodowej 1915–1918 (za 1 rok)                                                   |
|                                                         | Medal Pamiątkowy Wojny Narodowej 1915–1918 (za mniej niż 1 rok)                                         |
|                                                         | Medal Zwycięstwa (międzyaliancki)                                                                       |
|                                                         | Medal Pamiątkowy Fiume (1919–1921)                                                                      |
|                                                         | Medal Pamiątkowy Kampanii Faszystowskiej (1919–1922)                                                    |
|                                                         | Medal Pamiątkowy Marszu na Rzym (1922)                                                                  |
|                                                         | Medal za Długoletnią Służbę Ochotniczej Milicji Bezpieczeństwa Narodowego (1923–1946 – 20 lat)          |
|                                                         | Medal za Długoletnią Służbę Ochotniczej Milicji Bezpieczeństwa Narodowego (1923–1946 – 10 lat w A.O.I.) |
|                                                         | Medal za Długoletnią Służbę Ochotniczej Milicji Bezpieczeństwa Narodowego (1923–1946 – 10 lat)          |
|                                                         | Gwiazda Zasługi Tubylczych Wojsk Kolonii Włoskich (1923–1946)                                           |
|                                                         | Medal Pamiątkowy Działań Wojennych w Afryce Wschodniej (Front Południowy – nieofic.)                    |
|                                                         | Medal Pamiątkowy Ochotników Wojny w Hiszpanii (nieofic.)                                                |
|                                                         | Medal Pamiątkowy Batalii Zachodniego Frontu Alpejskiego (1940 – nieofic.)                               |
|                                                         | Medal Pamiątkowy Okupacji Grecji (1940–1941 – nieofic.)                                                 |
|                                                         | Medal Pamiątkowy Kampanii w Rosji (1941–1942 – nieofic.)                                                |
|                                                         | Medal Pamiątkowy Kampanii Włosko-Niemieckiej w Afryce (1942–1943 – nieofic.)                            |
|                                                         | Złoty Medal za Męstwo Sportowe (1933–1943)                                                              |
|                                                         | Srebrny Medal za Męstwo Sportowe (1933–1943)                                                            |
|                                                         | Brązowy Medal za Męstwo Sportowe (1933–1943)                                                            |
|                                                         | Gwiazda Zasługi Sportowej (1933–1943)                                                                   |

## Państwa włoskie (dozjednoczenia w 1861)
| Baretka                 | Nazwa                                                                     |
| Lukka                   | Lukka                                                                     |
| ----------------------- | ------------------------------------------------------------------------- |
|                         | Order Zasługi Wojskowej św. Jerzego (1836-1847)                           |
|                         | Order Zasługi Cywilnej św. Ludwika (1833-1847)                            |
|                         | Medal Długoletniej Służby (1836-1847)                                     |
| Modena                  |                                                                           |
|                         | Order Orła Esteńskiego (1855)                                             |
|                         | Medal Wojskowy za Wierność                                                |
|                         | Medal Zasługi Wojskowej                                                   |
|                         | Odznaka za Służbę dla Oficerów                                            |
| bez wstążki             | Odznaka za Służbę dla Żołnierzy                                           |
|                         | Medal Rozformowania Brygady                                               |
| Parma                   |                                                                           |
|                         | Order św. Konstantyna lub Order Konstantyński św. Jerzego (1697)          |
|                         | Order Zasługi św. Ludwika (1800)                                          |
|                         | Medal Zasługi                                                             |
| Sardynia                |                                                                           |
|                         | Order Annuncjaty lub Order Najwyższy Świętego Zwiastowania (1360)         |
|                         | Order Świętych Maurycego i Łazarza – Kawaler Krzyża Wielkiego (1572/1816) |
|                         | Order Świętych Maurycego i Łazarza – Wielki Oficer (1572/1855)            |
|                         | Order Świętych Maurycego i Łazarza – Komandor (1572/1816)                 |
|                         | Order Świętych Maurycego i Łazarza – Oficer (1572/1855)                   |
|                         | Order Świętych Maurycego i Łazarza – Kawaler (1572/1816)                  |
|                         | Order Sabaudzki Wojskowy – Kawaler Krzyża Wielkiego (1815)                |
|                         | Order Sabaudzki Wojskowy – Wielki Oficer (1815/1855)                      |
|                         | Order Sabaudzki Wojskowy – Komandor (1815)                                |
|                         | Order Sabaudzki Wojskowy – Oficer (1815/1855)                             |
|                         | Order Sabaudzki Wojskowy – Kawaler (1815)                                 |
|                         | Order Sabaudzki Cywilny (1831)                                            |
|                         | Medal za Męstwo Wojskowe (1793)                                           |
| Sycylia i Oboje Sycylii |                                                                           |
|                         | Order św. Januarego daw. Order św. Januariusza (1738)                     |
|                         | Order św. Ferdynanda – Kawaler Krzyża Wielkiego (1800)                    |
|                         | Order św. Ferdynanda – Komandor (1800)                                    |
|                         | Order św. Ferdynanda – Kawaler (1800)                                     |
|                         | Order Wojskowy św. Jerzego od Połączenia (1819)                           |
|                         | Order Wojskowy św. Konstantyna (1697)                                     |
|                         | Order Franciszka I (1829)                                                 |
| Neapol                  |                                                                           |
|                         | Order Obojga Sycylii (1809-1819)                                          |
| Toskania                |                                                                           |
|                         | Order św. Józefa – Kawaler Krzyża Wielkiego (1807)                        |
|                         | Order św. Józefa – Komandor (1807)                                        |
|                         | Order św. Józefa – Kawaler (1807)                                         |
|                         | Order św. Stefana (1562)                                                  |
|                         | Order Zasługi Wojskowej (1853)                                            |
|                         | Order Krzyża Białego lub Order Wierności (1814)                           |
|                         | Medal Wojskowy                                                            |
|                         | Medal Długoletniej Służby Wojskowej                                       |
|                         | Medal Zasługi                                                             |
| bez wstążki             | Medal za Sztukę i Naukę                                                   |
| Lombardia               |                                                                           |
|                         | Order Korony Żelaznej – Krzyż Wieki (1805–1814)                           |
|                         | Order Korony Żelaznej – Komandor (1805–1814)                              |
|                         | Order Korony Żelaznej – Kawaler (1805–1814)                               |
| Państwo Kościelne       |                                                                           |
|                         | Order Najwyższy Chrystusa (1319)                                          |
|                         | Order Złotej Ostrogi (1357–1841)                                          |
|                         | Order Piusa IX – Krzyż Wielki (1560/1847)                                 |
|                         | Order Piusa IX – Komandor z Gwiazdą (1560/1847)                           |
|                         | Order Piusa IX – Komandor (1560/1847)                                     |
|                         | Order Piusa IX – Kawaler (1560/1847)                                      |
|                         | Order św. Grzegorza Wielkiego – Krzyż Wielki (1831)                       |
|                         | Order św. Grzegorza Wielkiego – Komandor z Gwiazdą (1831)                 |
|                         | Order św. Grzegorza Wielkiego – Komandor (1831)                           |
|                         | Order św. Grzegorza Wielkiego – Kawaler (1831)                            |
| w przygot.              | Order św. Sylwestra – Krzyż Wielki (1841)                                 |
| w przygot.              | Order św. Sylwestra – Komandor z Gwiazdą (1841)                           |
|                         | Order św. Sylwestra – Komandor (1841)                                     |
|                         | Order św. Sylwestra – Kawaler (1841)                                      |
|                         | Medal Benemerenti (1832)                                                  |
|                         | Order Moretta (1806–1870)                                                 |
| łańcuch                 | Order św. Cecylii (1847–1870)                                             |
|                         | Medal Zasługi Wojskowej (–1870)                                           |
|                         | Medal za Uśmierzenie Bandytyzmu w Państwie Papieskim (1825)               |
| w przygot.              | Medal Powstańców Lombardzko-Weneckich (1848)                              |
|                         | Medal Kampanii 1849                                                       |
|                         | Medal Wierności (1849)                                                    |
|                         | Medal Bitwy pod Castelfidardo (1860)                                      |
|                         | Medal Bitwy pod Mentaną (1867)                                            |
|                         | Medal Pamiątkowy Straży Ogniowej (1836)                                   |
|                         | Medal Pamiątkowy Epidemii Cholery (1837)                                  |
|                         | Medal Pamiątkowy Otwarcia Muzeum Etruskiego (1838)                        |
|                         | Medal Pamiątkowy Straży Ogniowej (1847)                                   |
|                         | Medal Pamiątkowy Gwardii Obywatelskiej (1840)                             |
| Wenecja                 |                                                                           |
|                         | Medal Waleczności (1849)                                                  |
|                         | Medal Obrony Wenecji (1849)                                               |
|                         | Medal Weneckiej Gwardii Obywatelskiej (1849)                              |